# Android Donut
Android Donut (versione 1.6) è la quarta versione del sistema operativo mobile open source Android sviluppato da Google LLC. Tra le funzionalità più importanti introdotte con questo aggiornamento c'è il supporto per gli smartphone CDMA, dimensioni dello schermo aggiuntive, un indicatore di utilizzo della batteria e un motore di sintesi vocale.
Dopo l'uscita pubblica di Donut, il suo nome in codice ufficiale per il dessert, la convenzione utilizzata da Google per designare le principali versioni di Android, i gestori si sono affrettati a seguirne l'implementazione ai clienti sotto forma di un aggiornamento over-the-air (OTA) per gli smartphone compatibili.
Non è più supportata.

## Nuove funzionalità
- Modifiche al design dell'Android Market
- Un'interfaccia per lavorare con le foto, una videocamera e una galleria di immagini è integrata, consentendo di passare facilmente dalla modalità foto a quella video e la galleria ora ha la possibilità di selezionare più oggetti contemporaneamente per la cancellazione.
- Aggiunta la funzione di ricerca vocale multilingue.
- Una funzione di ricerca aggiornata che consente di cercare tra segnalibri, cronologia, contatti e anche su Internet.
- Migliore velocità di ricerca e applicazioni della fotocamera.
- Aggiunto supporto CDMA, 802.1x, VPN, così come una funzione di sintesi vocale.
- Supporto risoluzione WVGA.
- Struttura gestuale dei gesti e strumento GestureBuilder aggiunto.
- Aggiunta la navigazione gratuita di Google.